# Эфрем, Георгиос
Георгиос Эфрем (греч. Γεώργιος Εφραίμ; 5 июля 1989, Лимасол, Кипр) — кипрский футболист, полузащитник АПОЭЛа и сборной Кипра.

## Биография

### Клубная карьера
Родился 5 июля 1989 года в Лимасоле и является воспитанником местного «Аполлона». В 2004 году перешёл в молодёжную команду лондонского «Арсенала», где выступал на протяжении трёх лет. В 2007 году подписал контракт с шотландским «Глазго Рейнджерс», однако за основной состав команды не сыграл ни одного матча и зимой 2009 года был отдан в аренду в клуб шотландского Чемпионшипа «Данди», где провёл 8 матчей и забил 2 гола. Вскоре после возвращения из аренды покинул «Рейнджерс» и вернулся на Кипр, где подписал контракт с клубом «Омония». В «Омонии» Эфрем сразу же стал игроком основного состава и за 5 лет в клубе сыграл 135 матчей и забил 25 голов в чемпионате, становился чемпионом и обладателем Кубка Кипра. Летом 2014 года подписал контракт с клубом АПОЭЛ.

### Карьера в сборной
За основную сборную Кипра дебютировал 9 сентября 2009 года в матче отборочного турнира чемпионата мира 2010 против сборной Черногории (1:1), в котором вышел на замену на первой добавленной минуте вместо Янниса Оккаса.
16 ноября 2014 года отметился хет-триком, а также отдал голевую передачу в матче отборочного турнира Евро-2016 против сборной Андорры. Матч завершился со счётом 5:0 в пользу сборной Кипра и стал крупнейшей победой команды на равне с матчем 15 ноября 2000 года, в котором Кипр также встречался с Андоррой.

## Достижения

### Командные
«Омония» Никосия
- Чемпион Кипра (1): 2009/2010
- Обладатель Кубка Кипра (2): 2010/2011, 2011/2012
- Обладатель Суперкубка Кипра (2): 2010, 2012

 АПОЭЛ
- Чемпион Кипра (5): 2014/2015, 2015/2016, 2016/2017, 2017/2018, 2018/2019
- Обладатель Кубка Кипра (1): 2014/2015

### Личные
- Лучший игрок чемпионата Кипра: 2015/2016[2]